# Hunter (アダルトビデオ)
Hunterは、日本のアダルトビデオメーカー。

## 概要
- 2007年4月にソフト・オン・デマンド (SOD) グループのメーカーとして設立。
- 2010年のSOD大賞では、同メーカー所属監督のボルボ中野が、最多売上監督賞・最多リリース監督賞の2冠を達成している。
- 2016年3月をもってSODグループを離脱。ATOM・Apache・お夜食カンパニー・ゴールデンタイムと共に「HHHグループ」を結成し、アウトビジョングループに参加した。
- 非常に長いタイトルを作品に付ける特徴がある[1]。
- 2022年7月4日週、FANZAレンタルフロアランキングにおいて『「えっ！？コレが実習？」エステ専門学校に入学したら男はボク1人！実習はタオル1枚の女子の体を触りまくり！ボクの股間は触られまくりでフル勃起！』（出演：川北メイサ、志木まいな、桜井千春、水谷あおい、河奈亜依）が1位を記録[2]。

## 主な代表作
- 衝撃のAVデビューを振り返る〜元女子プロレスラー東城えみ総集編
- 高額羞恥バイト お手軽簡単 自宅の玄関先でスッポンポン
- 彼女いない歴30年の僕でも派遣の家庭教師を雇えば、女の子と自宅で二人きりになれた！
- 自宅を勝手に不良達のたまり場にされているイジメられっ子な僕だけど、イケメン野郎が連れて来るクラスで一番カワイイ女やセフレとお下がりとはいえエッチできる！
- 小汚いワンルーム住まいの僕だけど、掃除専門のお手伝いさんを雇ってエッチなグッズを見せつけたら女の子とヤラしいことができた。